# Safavieh
La Safavieh ou Safawiyya est une confrérie soufie fondée par le Sheykh Safi al-Din d'Ardabil (1252-1334). Cette confrérie a été construite sur les fondations de la Zahediyeh qui la précédait, dont Sheykh Safi avait hérité de son mentor et beau-père, Sheikh Zahed Gilani.
La Safavieh, qui a graduellement adopté le chiisme comme façon de pratiquer l’islam, a augmenté son pouvoir militaire et politique au point de donner le jour à la dynastie des Séfévides qui ont régné sur l'Iran de 1501 à 1722.